# Nikos Chougkaz
Nikolaos Chougkaz, detto Nikos (in greco Νικόλαος "Νίκος" Χουγκάζ?; Atene, 4 ottobre 2000), è un cestista greco.
È il figlio di Kris Chougkaz.